# Las-Vegas-Marathon
Der Las-Vegas-Marathon ist ein Marathon in Las Vegas, der seit 1967 stattfindet. Seit 1993 gehört ein Halbmarathon zum Programm. Seit 2009 wird das Rennen von der Competitor Group organisiert, die ihn in ihre Rock ’n’ Roll Marathon-Serie aufgenommen hat.

## Geschichte
Bis zum Jahr 2005 wurde der Lauf im Januar oder Februar auf einem Punkt-zu-Punkt-Kurs von Jean bis zum Sunset Park im Süden der Stadt ausgetragen.
2005 verkaufte der Veranstalter Al Boka die Rechte an die Firma Devine Racing, die im Dezember desselben Jahres einen Rundkurs innerhalb der Stadt einführte. 2009 übernahm die Competitor Group das Rennen.
Am 7. Dezember 2008 lief der Extremsportler Marcel Heinig seinen 200. Marathon und Ultramarathon als weltweit jüngstes Mitglied eines „100 Marathon Clubs“.

## Statistik

### Streckenrekorde
Marathon
- Männer: 2:11:58 h, Stephen Kiogora (KEN), 2005
- Frauen: 2:29:01 h, Silwija Skworzowa (RUS), 2007

Halbmarathon (neuer Kurs)
- Männer: 1:01:40 h, Bekana Daba (ETH), 2009
- Frauen: 1:10:55 h, Werknesh Kidane (ETH), 2009

### Siegerlisten
Quellen für Ergebnisse vor 2005: ehemalige Website des Veranstalters ARRS World Athletics

#### Marathon
| Jahr          | Männer                              | Nation                       | Zeit    | Frauen                 | Nation             | Zeit    |
| ------------- | ----------------------------------- | ---------------------------- | ------- | ---------------------- | ------------------ | ------- |
| 17. Nov. 2019 | Thomas Puzey -2-                    | Vereinigte Staaten           | 2:28:04 | Heather Bray           | Vereinigte Staaten | 3:13:00 |
| 11. Nov. 2018 | Thomas Puzey                        | Vereinigte Staaten           | 2:25:53 | Hannah McInturff       | Vereinigte Staaten | 3:07:24 |
| 11. Nov. 2017 | Gilles Rubio                        | Frankreich                   | 2:38:04 | Marisa Hird            | Vereinigte Staaten | 2:55:19 |
| 12. Nov. 2016 | Michael Wardian                     | Vereinigte Staaten           | 2:38:04 | Chelsey Leighton       | Vereinigte Staaten | 3:11:50 |
| 15. Nov. 2015 | Andrew Lemoncello                   | Vereinigtes Königreich       | 2:21:47 | Williana Rojas         | Venezuela          | 3:08:18 |
| 16. Nov. 2014 | Ben Bruce                           | Vereinigte Staaten           | 2:27:22 | Cathy Cullen           | Kanada             | 2:56:57 |
| 17. Nov. 2013 | Jason Brosseau                      | Vereinigte Staaten           | 2:35:26 | Nuta Olaru -2-         | Vereinigte Staaten | 2:59:46 |
| 2. Dez. 2012  | Jonathan Ndambuki                   | Kenia                        | 2:32:24 | Nuta Olaru             | Vereinigte Staaten | 2:51:31 |
| 4. Dez. 2011  | Peter Fomae Ayieni                  | Kenia                        | 2:29:13 | Zsofia Erdelyi         | Ungarn             | 2:48:36 |
| 5. Dez. 2010  | Josh Cox                            | Vereinigte Staaten           | 2:25:05 | Dorota Gruca           | Polen              | 2:44:36 |
| 6. Dez. 2009  | Christopher Toroitich Kiprotich     | Kenia                        | 2:15:15 | Caroline Rotich        | Kenia              | 2:29:47 |
| 7. Dez. 2008  | Abebe Gezahegne Yimer -2-           | Äthiopien                    | 2:27:27 | Nadeschda Tuptowa      | Russland           | 2:48:20 |
| 2. Dez. 2007  | Christopher Cheboiboch              | Kenia                        | 2:16:49 | Silwija Skworzowa      | Russland           | 2:29:01 |
| 10. Dez. 2006 | Joseph Kahugu                       | Kenia                        | 2:16:20 | Jemima Jelagat Sumgong | Kenia              | 2:35:22 |
| 4. Dez. 2005  | Stephen Kiogora                     | Kenia                        | 2:11:58 | Adriana Fernández      | Mexiko             | 2:31:54 |
| 30. Jan. 2005 | Gilbert Cheruiyot Koech             | Kenia                        | 2:13:45 | Olga Kowpotina         | Russland           | 2:31:54 |
| 25. Jan. 2004 | Kevin Herd                          | Vereinigte Staaten           | 2:28:13 | Karianne Bertrand      | Vereinigte Staaten | 2:45:46 |
| 2. Feb. 2003  | David Bronfenbrenner                | Vereinigte Staaten           | 2:33:34 | Linda Huyck            | Vereinigte Staaten | 2:57:48 |
| 3. Feb. 2002  | Abebe Gezahegne Yimer               | Äthiopien                    | 2:18:49 | Midori Sperandeo       | Vereinigte Staaten | 2:41:52 |
| 4. Feb. 2001  | Michael Dudley -2-                  | Vereinigte Staaten           | 2:18:13 | Irina Kazakova         | Frankreich         | 2:41:56 |
| 6. Feb. 2000  | Rob Reeder                          | Vereinigte Staaten           | 2:17:15 | Joanna Gront -2-       | Polen              | 2:36:00 |
| 7. Feb. 1999  | Zoltán Holba -4-                    | Ungarn                       | 2:16:42 | Alena Winnizkaja       | Belarus            | 2:32:43 |
| 1. Feb. 1998  | Zoltán Holba -3-                    | Ungarn                       | 2:14:15 | Joanna Gront           | Polen              | 2:43:32 |
| 9. Feb. 1997  | Zoltán Holba -2-                    | Ungarn                       | 2:14:23 | Marzena Helbik         | Polen              | 2:32:22 |
| 11. Feb. 1996 | Zoltán Holba                        | Ungarn                       | 2:16:12 | Alena Makalowa         | Belarus            | 2:40:17 |
| 4. Feb. 1995  | Wladimir Netreba                    | Russland                     | 2:14:52 | Laura Mason            | Vereinigte Staaten | 2:37:20 |
| 5. Feb. 1994  | Michael Dudley                      | Vereinigte Staaten           | 2:16:54 | Roxi Erickson          | Vereinigte Staaten | 2:40:14 |
| 6. Feb. 1993  | Doug Kurtis                         | Vereinigte Staaten           | 2:18:55 | Kathy Smith            | Vereinigte Staaten | 2:41:19 |
| 1. Feb. 1992  | Artemio Navarro                     | Mexiko                       | 2:16:53 | Gail Kingma            | Vereinigte Staaten | 2:46:48 |
| 2. Feb. 1991  | Sam Rotich                          | Kenia                        | 2:16:03 | Nadia Prasad           | Neukaledonien      | 2:39:10 |
| 3. Feb. 1990  | Alfredo Rosas                       | Vereinigte Staaten           | 2:15:27 | Christine Gibbons      | Vereinigte Staaten | 2:39:35 |
| 4. Feb. 1989  | Frank Plasso -2- & Miguel Tibaduiza | Vereinigte Staaten Kolumbien | 2:13:14 | J’ne Day-Lucore        | Vereinigte Staaten | 2:40:45 |
| 6. Feb. 1988  | Brad Ingram                         | Vereinigte Staaten           | 2:16:55 | Marie Rollins-Murphy   | Irland             | 2:37:55 |
| 7. Feb. 1987  | Brad Hawthorne                      | Vereinigte Staaten           | 2:14:04 | Susan Marchiano        | Vereinigte Staaten | 2:41:06 |
| 1. Feb. 1986  | Frank Plasso                        | Vereinigte Staaten           | 2:12:37 | Virginia Egger         | Vereinigte Staaten | 2:50:15 |
| 2. Feb. 1985  | Gian Starinieri                     | Vereinigte Staaten           | 2:33:27 | Adrienne Light         | Vereinigte Staaten | 3:14:50 |
| 4. Feb. 1984  | Mark Mesler -2-                     | Vereinigte Staaten           | 2:19:42 | Gail Scott             | Vereinigte Staaten | 2:52:40 |
| 5. Feb. 1983  | Mark Mesler                         | Vereinigte Staaten           | 2:18:02 | Linda Hammann          | Vereinigte Staaten | 2:50:19 |
| 7. Feb. 1982  | Ricardo Martinez -2-                | Vereinigte Staaten           | 2:27:04 | Gale Courtney          | Vereinigte Staaten | 3:21:05 |
| 1. Feb. 1981  | Ricardo Martinez                    | Vereinigte Staaten           | 2:28:36 | Sandy Brauer -4-       | Vereinigte Staaten | 3:11:00 |
| 3. Feb. 1980  | Lynn Strong                         | Vereinigte Staaten           | 2:20:28 | Sandy Brauer -3-       | Vereinigte Staaten | 3:18:59 |
| 4. Feb. 1979  | Dennis Fridly -2-                   | Vereinigte Staaten           | 2:28:43 | Sandy Brauer -2-       | Vereinigte Staaten | 3:14:38 |
| 5. Feb. 1978  | Don Ocana -2-                       | Vereinigte Staaten           | 2:32:27 | Sue Petersen           | Vereinigte Staaten | 2:57:27 |
| 6. Feb. 1977  | Dennis Fridly                       | Vereinigte Staaten           | 2:33:29 | Susan Derouf           | Vereinigte Staaten | 4:13:41 |
| 8. Feb. 1976  | Tom Wysocki                         | Vereinigte Staaten           | 2:26:18 | Deborah Winters        | Vereinigte Staaten | 3:43:00 |
| 2. Feb. 1975  | Don Ocana                           | Vereinigte Staaten           | 2:29:05 | Alex Boies             | Vereinigte Staaten | 3:27:02 |
| 2. Feb. 1974  | Scott Bringhurst -3-                | Vereinigte Staaten           | 2:24:35 | Sandy Brauer           | Vereinigte Staaten | 3:33:16 |
| 3. Feb. 1973  | Leonard Suarez                      | Vereinigte Staaten           | 2:31:20 | Gwen Brauer            | Vereinigte Staaten | 3:44:59 |
| 5. Feb. 1972  | Scott Bringhurst -2-                | Vereinigte Staaten           | 2:19:24 | Elaine Pederson -2-    | Vereinigte Staaten | 3:43:58 |
| 6. Feb. 1971  | Scott Bringhurst                    | Vereinigte Staaten           | 2:20:18 | Donna Gookin           | Vereinigte Staaten | 3:26:27 |
| 7. Feb. 1970  | Steve Dean                          | Vereinigte Staaten           | 2:26:54 | Betty Wake             | Vereinigte Staaten | 3:55:12 |
| 25. Jan. 1969 | Bob Deines                          | Vereinigte Staaten           | 2:22:04 | Elaine Pederson        | Vereinigte Staaten | 4:05:05 |
| 27. Jan. 1968 | Pat McMahon                         | Irland                       | 2:21:14 | Joyce Voelker          | Vereinigte Staaten | 5:32:00 |
| 21. Jan. 1967 | Morris Aarbo                        | Kanada                       | 2:23:06 | Judy Ikenberry         | Vereinigte Staaten | 3:40:51 |

#### Halbmarathon
| Jahr          | Männer                | Nation             | Zeit    | Frauen                   | Nation                 | Zeit    |
| ------------- | --------------------- | ------------------ | ------- | ------------------------ | ---------------------- | ------- |
| 22. Feb. 2026 |                       |                    |         |                          |                        |         |
| 23. Feb. 2025 | Johannes Motschmann   | Deutschland        | 1:04:13 | Ellie Stevens            | Vereinigtes Königreich | 1:17:21 |
| 25. Feb. 2024 | Andy Wacker           | Vereinigte Staaten | 1:04:47 | Alice Wright             | Vereinigtes Königreich | 1:14:10 |
| 26. Feb. 2023 | Benjamin Stone        | Vereinigte Staaten | 1:12:32 | Diana Bogantes Gonzales  | Costa Rica             | 1:13:08 |
| 27. Feb. 2022 | Justin Kent           | Kanada             | 1:04:38 | Eleanor Stevens          | Vereinigtes Königreich | 1:17:53 |
| 23. Jan. 2021 | Patrick Tiernan       | Australien         | 1:02:38 | Molly Seidel             | Vereinigte Staaten     | 1:09:20 |
| 31. Okt. 2020 | Dylan Marx            | Vereinigte Staaten | 1:03:54 | Georgia Porter           | Vereinigte Staaten     | 1:12:16 |
| 17. Nov. 2019 | Tyler Day             | Vereinigte Staaten | 1:03:48 | Brittney Feivor          | Vereinigte Staaten     | 1:13:20 |
| 11. Nov. 2018 | Wilkerson Given       | Vereinigte Staaten | 1:02:50 | Kellyn Taylor            | Vereinigte Staaten     | 1:10:16 |
| 12. Nov. 2017 | Jeffrey Eggleston     | Vereinigte Staaten | 1:04:14 | Janet Cherobon-Bawcom    | Vereinigte Staaten     | 1:18:02 |
| 13. Nov. 2016 | William Kibor         | Kenia              | 1:01:21 | Elvin Kibet              | Kenia                  | 1:15:35 |
| 14. Nov. 2015 | Jeffrey Eggleston -2- | Vereinigte Staaten | 1:04:40 | Jennifer Bergman         | Vereinigte Staaten     | 1:15:22 |
| 2014          | Jeffrey Eggleston     | Vereinigte Staaten | 1:03:24 | Lindsey Sherf            | Vereinigte Staaten     | 1:14:15 |
| 2013          | Fidele Jefferson      | Vereinigte Staaten | 1:06:17 | Adriana Nelson           | Vereinigte Staaten     | 1:18:10 |
| 2012          | Craig Hopkins         | Vereinigte Staaten | 1:07:23 | Bradi Hutchison          | Vereinigte Staaten     | 1:19:34 |
| 2011          | Sean Houseworth       | Vereinigte Staaten | 1:03:12 | Benita Willis            | Australien             | 1:10:40 |
| 2010          | Scott Bauhs           | Vereinigte Staaten | 1:02:39 | Jennifer Rhines          | Vereinigte Staaten     | 1:14:57 |
| 2009          | Bekana Daba           | Äthiopien          | 1:01:40 | Werknesh Kidane          | Äthiopien              | 1:10:55 |
| 2008          | Emisal Favela         | Vereinigte Staaten | 1:09:48 | Cheryl Murphy            | Kanada                 | 1:18:51 |
| 2007          | Peter Hessler         | Vereinigte Staaten | 1:18:31 | Sarah Raitter            | Vereinigte Staaten     | 1:23:51 |
| 2006          | Josh Spiker           | Vereinigte Staaten | 1:10:10 | Maria Magdalena Sandoval | Vereinigte Staaten     | 1:23:19 |
| 2005          | Christian Hesch       | Vereinigte Staaten | 1:06:20 | Nili Abramski            | Israel                 | 1:15:55 |
| 2004          | Jason Warick          | Kanada             | 1:07:31 | Kate Fonshell            | Vereinigte Staaten     | 1:14:23 |
| 2003          | Bill Frawley          | Vereinigte Staaten | 1:08:56 | Christina Blackmer       | Vereinigte Staaten     | 1:17:05 |
| 2002          | Josh Cox              | Vereinigte Staaten | 1:04:02 | Kelly Cordell -2-        | Vereinigte Staaten     | 1:13:04 |
| 2001          | Weldon Johnson        | Vereinigte Staaten | 1:05:35 | Rosa Gutierrez           | Vereinigte Staaten     | 1:13:17 |
| 2000          | Thomas Lentz          | Vereinigte Staaten | 1:03:38 | Melody Fairchild         | Vereinigte Staaten     | 1:11:38 |
| 1999          | John Sence            | Vereinigte Staaten | 1:02:56 | Kelly Cordell            | Vereinigte Staaten     | 1:12:04 |
| 1998          | James Bungei          | Kenia              | 1:01:12 | Nadeschda Iljina         | Russland               | 1:11:28 |
| 1997          | Benoît Zwierzchiewski | Frankreich         | 0 59:53 | Petra Wassiluk           | Deutschland            | 1:08:13 |
| 1996          | Grzegorz Gajdus       | Polen              | 1:01:03 | Yūko Arimori             | Japan                  | 1:11:05 |
| 1995          | Eddy Hellebuyck       | Belgien            | 1:00:49 | Claudia Metzner          | Deutschland            | 1:08:12 |
| 1994          | Paul Pilkington       | Vereinigte Staaten | 1:02:37 | Nadia Prasad             | Neukaledonien          | 1:09:05 |
| 1993          | Bo Reed               | Vereinigte Staaten | 1:02:18 | Lisa Weidenbach          | Vereinigte Staaten     | 1:11:44 |

### Entwicklung der Finisherzahlen
| Jahr     | Marathon | Frauen | Halbmarathon | Frauen |
| -------- | -------- | ------ | ------------ | ------ |
| 2010     | 5180     | 2146   | 19.219       | 11.943 |
| 2009     | 5905     | 2564   | 17.919       | 11.382 |
| 2008     | 3526     | 1313   | 07733        | 04532  |
| 2007     | 4303     | 1589   | 08178        | 04784  |
| 2006     | 6024     | 2344   | 07186        | 04169  |
| 2005 (D) | 8207     | 3357   | ---          | ---    |
| 2005 (J) | 2225     | 0750   | 03376        | 01719  |
| 2004     | 1805     | 0546   | 02660        | 01349  |
| 2003     | 2535     | 0831   | 03732        | 01896  |
| 2002     | 2341     | 0828   | 03116        | 01570  |
| 2001     | 2445     | 0737   | 03149        | 01531  |
| 2000     | 2717     | 0787   | 03145        | 01324  |
| 1999     | 2173     | 0622   | 02869        | 01217  |
| 1998     | 1706     | 0409   | 02527        | 01008  |
| 1997     | 1564     | 0339   | 02712        | 01056  |
| 1996     | 1356     | 0302   | 02397        | 0847   |
| 1995     | 2479     |        | 02069        |        |
| 1994     | 1672     |        | 01671        |        |
| 1993     | 1558     |        | 01114        |        |
| 1992     | 1279     |        | ---          | ---    |
| 1991     | 1630     |        | ---          | ---    |
| 1990     | 0979     |        | ---          | ---    |
| 1989     | 0871     |        | ---          | ---    |
| 1988     | 0700     |        | ---          | ---    |
| 1987     | 0796     |        | ---          | ---    |
| 1986     | 0304     |        | ---          | ---    |
| 1985     | 0148     |        | ---          | ---    |
| 1984     | 0247     |        | ---          | ---    |
| 1983     | 0357     |        | ---          | ---    |
| 1982     | 0102     |        | ---          | ---    |
| 1981     | 0130     |        | ---          | ---    |
| 1980     | 0123     |        | ---          | ---    |
| 1979     | 0170     |        | ---          | ---    |
| 1978     | 0123     |        | ---          | ---    |
| 1977     | 093      |        | ---          | ---    |
| 1976     | 062      |        | ---          | ---    |
| 1975     | 073      |        | ---          | ---    |
| 1974     | 061      |        | ---          | ---    |
| 1973     | 0101     |        | ---          | ---    |
| 1972     | 0130     |        | ---          | ---    |
| 1971     | 067      |        | ---          | ---    |
| 1970     | 093      |        | ---          | ---    |
| 1969     | 0114     |        | ---          | ---    |
| 1968     | 0191     |        | ---          | ---    |
| 1967     | 0141     |        | ---          | ---    |